# Arturo G. Samuel
Arturo[réf. nécessaire] G. Samuel est un astronome argentin.

## Biographie
Le Centre des planètes mineures le crédite de la découverte de l'astéroïde (1917) Cuyo, effectuée le 1er janvier 1968 avec la collaboration de Carlos Ulrrico Cesco.